# جانی تفنگش را برداشت (فیلم)
جانی تفنگش را برداشت (جانی به جنگ می‌رود) (به انگلیسی: Johnny Got His Gun) فیلمی ضد جنگ بر اساس رمانی به همین نام نوشته و ساخته دالتون ترامبو محصول سال ۱۹۷۱ است. این فیلم به بیست و چهارمین جشنواره فیلم کن راه یافت و در آنجا برنده جایزه بزرگ ویژه هیئت داوران (به فرانسوی: Grand Prix Spécial du Jury) و جایزه فدراسیون بین‌المللی منتقدان فیلم (FIPRESCI Prize) شد. آکیرا کوروساوا جانی تفنگش را برداشت را یکی از فیلم‌های محبوب خود ذکر کرد.